# Charles Maynard (1er vicomte Maynard)
Charles Maynard, 1er vicomte Maynard (c. 1690 – 30 juin 1775), titré Lord Maynard entre 1745 et 1766, est un pair britannique. Il est Lord Lieutenant du Suffolk entre 1763 et 1769.

## Biographie
Il est le fils de Banastre Maynard (3e baron Maynard), et d'Elisabeth Grey, fille d'Henry Grey, 10e comte de Kent. Il succède à son frère aîné dans la baronnie en 1745. En 1763, il est nommé Lord Lieutenant du Suffolk, un poste qu'il occupe jusqu'en 1769. En 1766, il est créé baron Maynard, dans le comté d'Essex, et vicomte de Maynard, de Easton Lodge dans le comté d'Essex, avec comme héritier son parent, Sir Charles Maynard, 5e baronnet, de Walthamstow.
Lord Maynard meurt, célibataire, en juin 1775. À sa mort, les baronnies de Eaton Parva et de Maynard créés en 1620 et 1628 s'éteignent. Il est remplacé en la baronnie de 1766 et vicomté par son parent, Charles Maynard, 5e baronnet.